# Grünes Kliff
Koordinaten: 54° 53′ 40,1″ N, 8° 22′ 36,5″ O

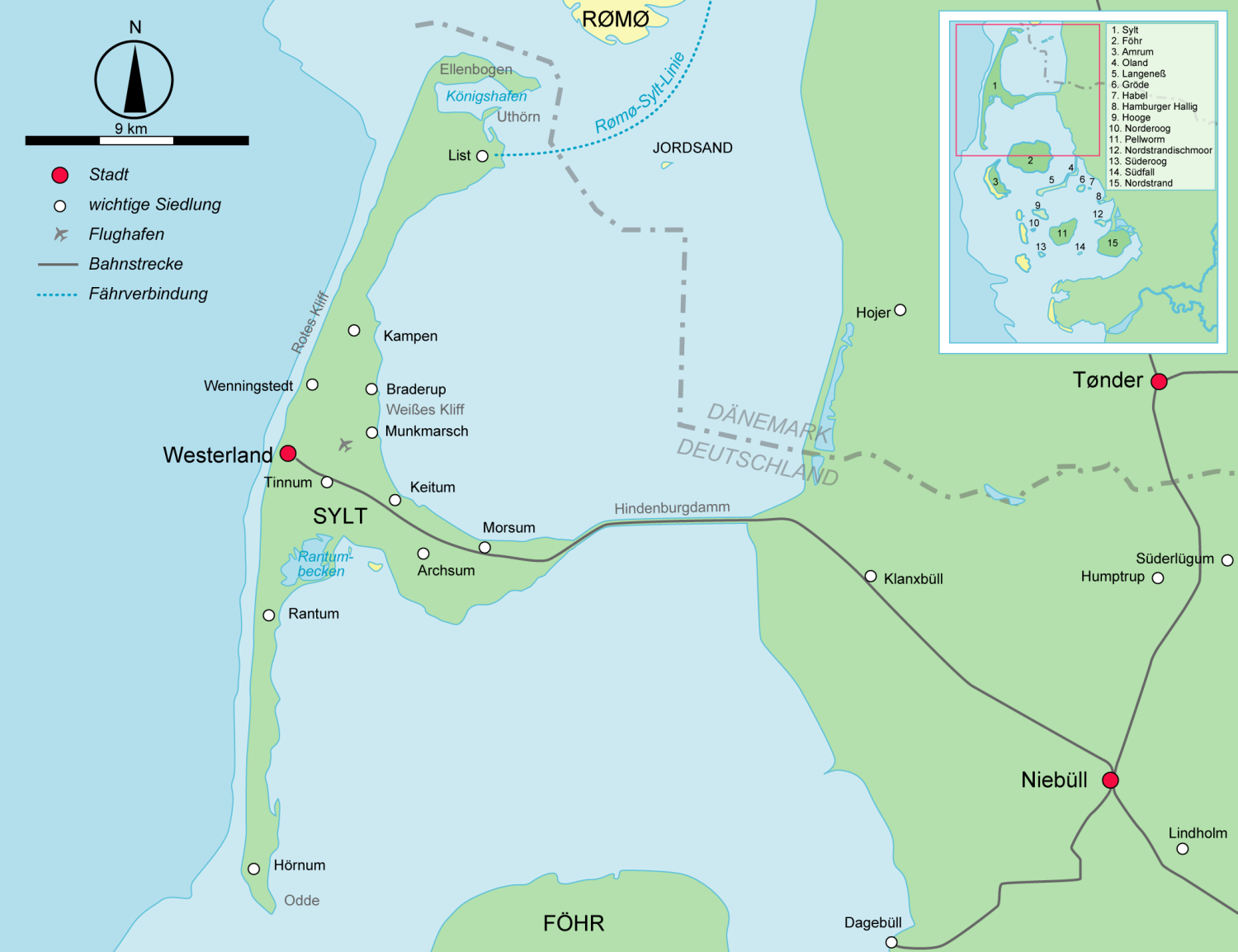
Sylt; das „Grüne Kliff“ erstreckt sich bei Keitum

Als Grünes Kliff bzw. Keitum Kliff (dänisch: Kejtum Klev, Grønne Klev, nordfriesisch: Kairem Klef) wird in Keitum auf Sylt der Übergang der höhergelegenen Geest zum Marschstreifen am Wattenmeer bezeichnet. Das „Kliff“ erstreckt sich über ca. 3 km vom südöstlichen Rand des Ortskerns bis zur nördlich gelegenen Kirche entlang der Küstenlinie der Insel Sylt. Die Bezeichnung „grünes Kliff“ bezieht sich auf die mit Gräsern und Wildkräutern bewachsene Oberfläche des durchschnittlich dreizehn Meter hohen Abhanges.
Im Juni 2019 wurde das Kunstobjekt „Tisch am Kliff“ am Sylt Museum dauerhaft aufgestellt. Die fünf Künstler Walter vom Hove, Ingo Kühl, Hans Joachim Pohl, Edda Raspé und Hans Jürgen Westphal gestalteten zum Thema 5000 Jahre Sylter Geschichte je zwei Bronzereliefs, die zu einer Tischplatte zusammengefügt wurden. Der Tisch lädt zum Verweilen mit Blick auf das Wattenmeer ein.

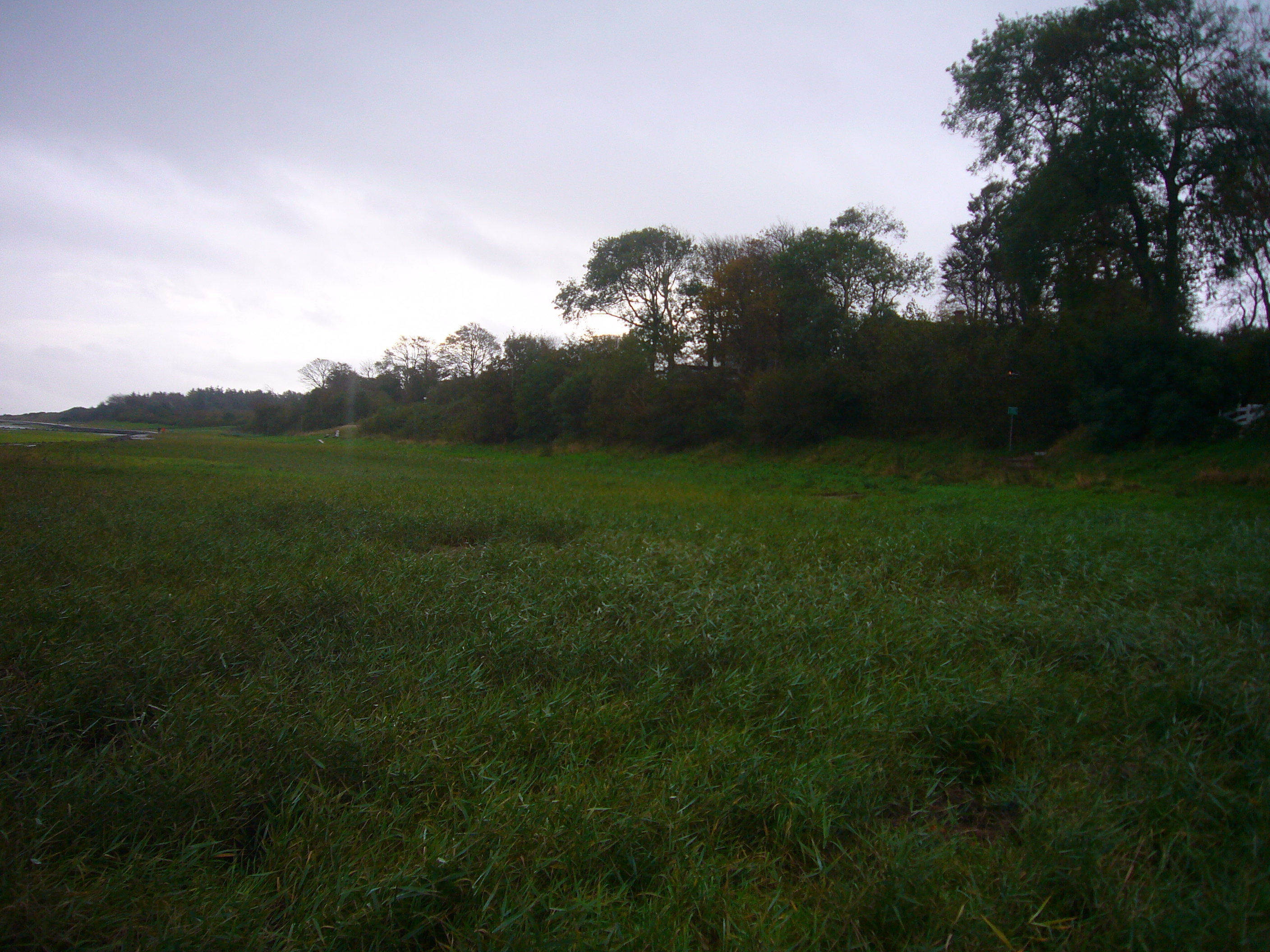
Blick vom Wattenmeer in südlicher Richtung auf das Grüne Kliff
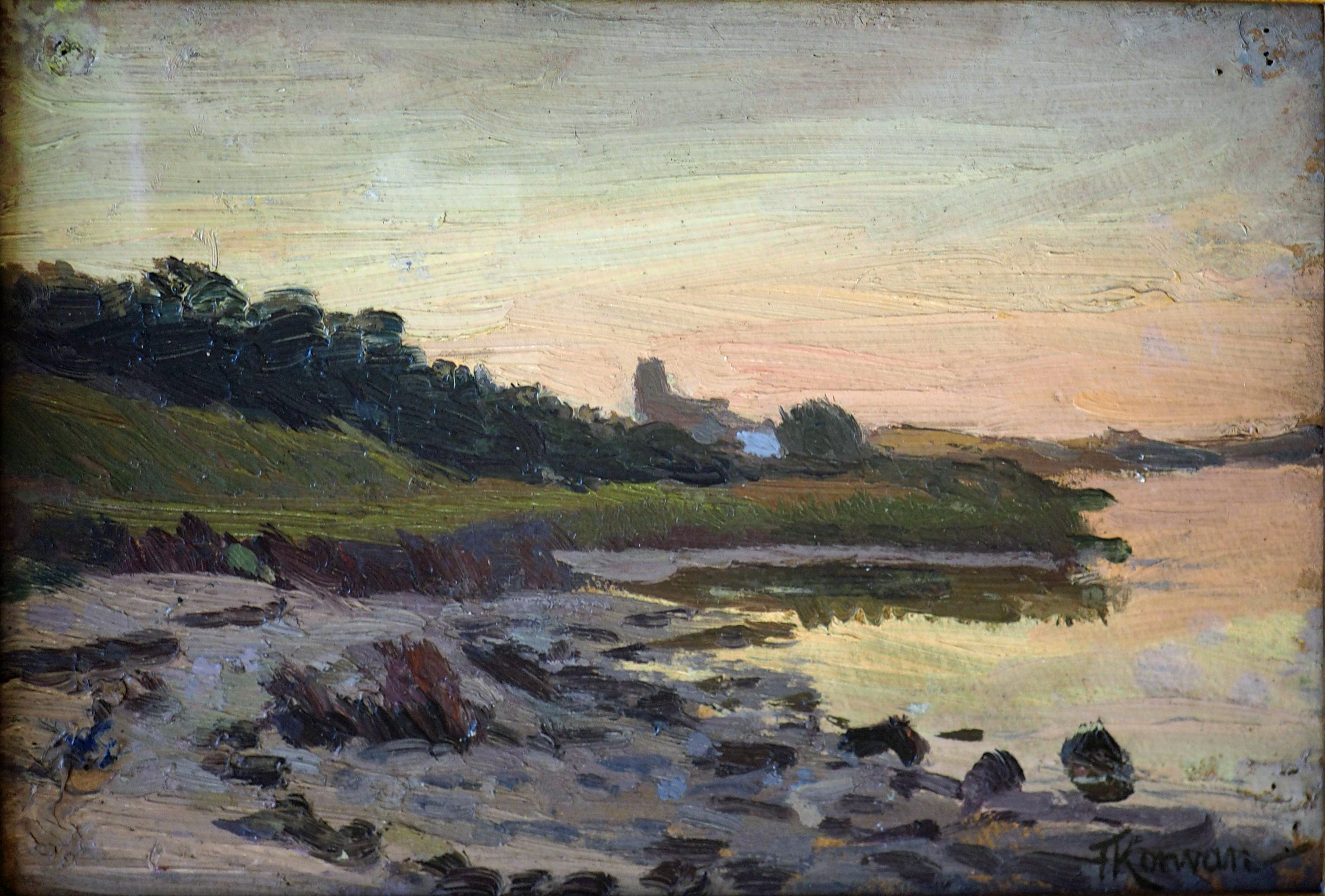
Franz Korwan „Strand bei Sonnenuntergang mit Blick auf St. Severin, Keitum“ mit dem Grünen Kliff im Vordergrund, vor 1926, Öl auf Malkarton 18,5 × 27,2 cm, Dr. Axe-Stiftung, Bonn
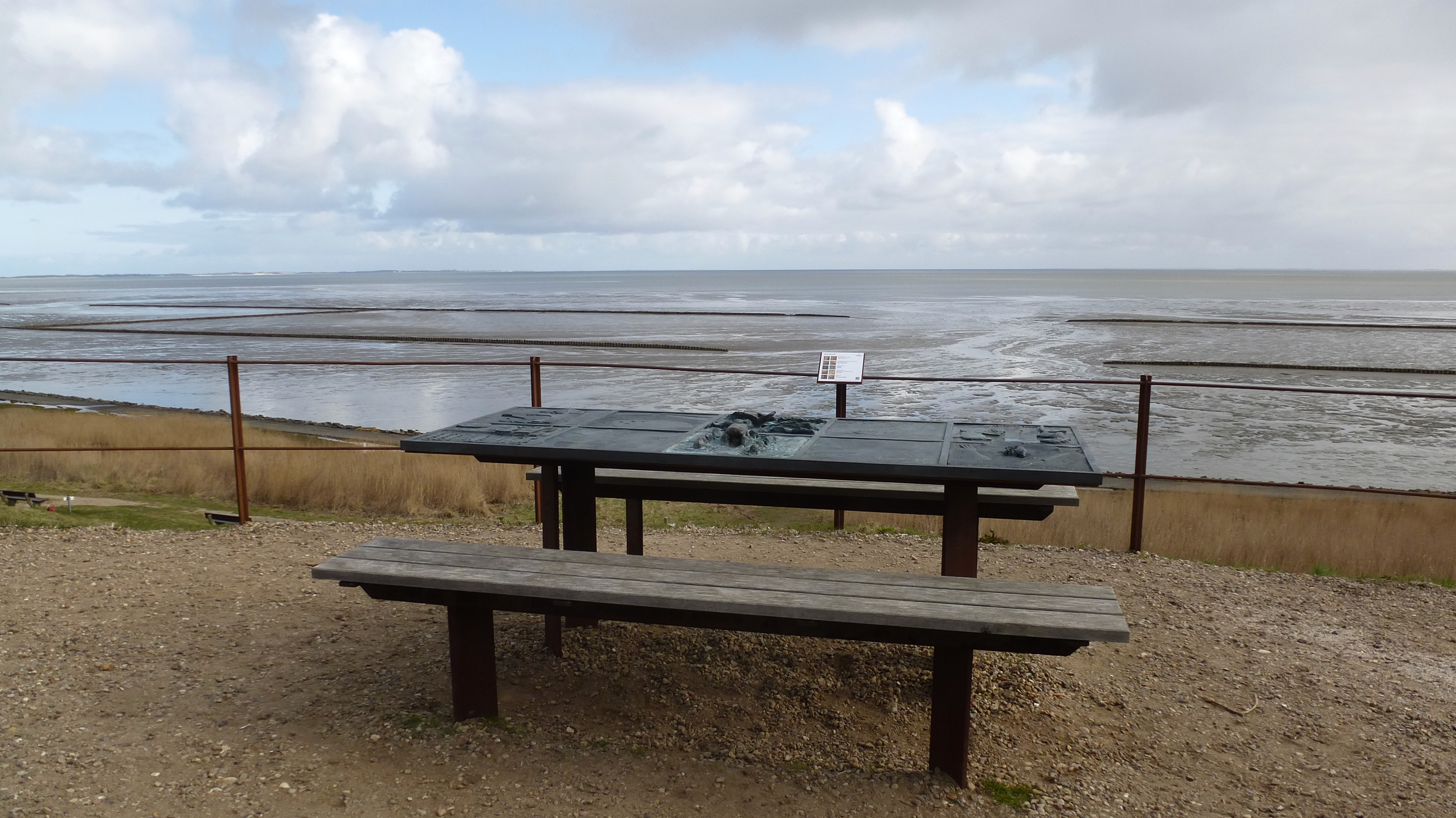
„Tisch am Kliff“ zum Thema „5000 Jahre Sylter Geschichte“ 2019 aufgestellt am Sylt Museum in Keitum
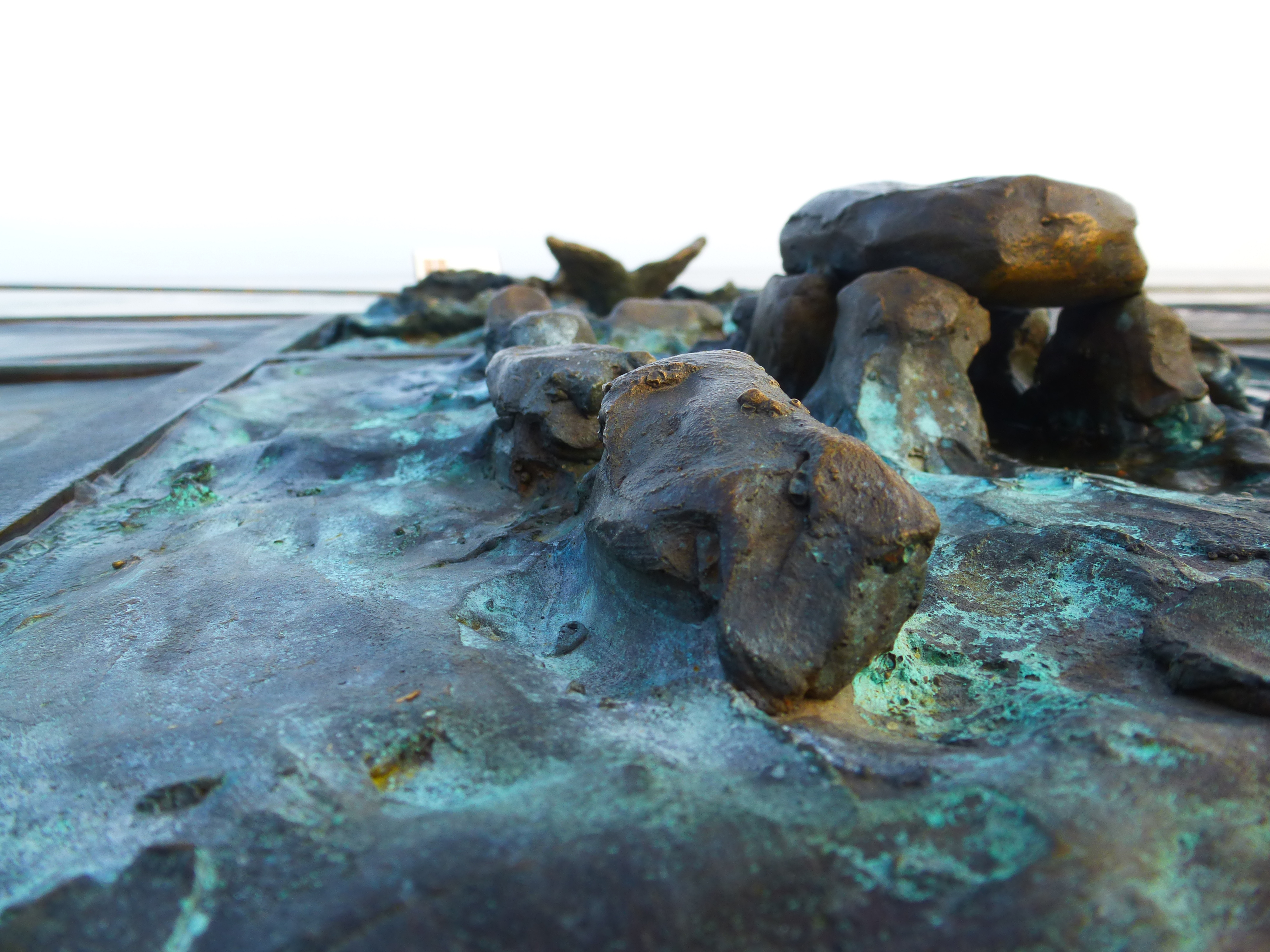
„Tisch am Kliff“, Bronze-Reliefs „Hügelgrab“ und „Wal in bewegter See“ von Ingo Kühl
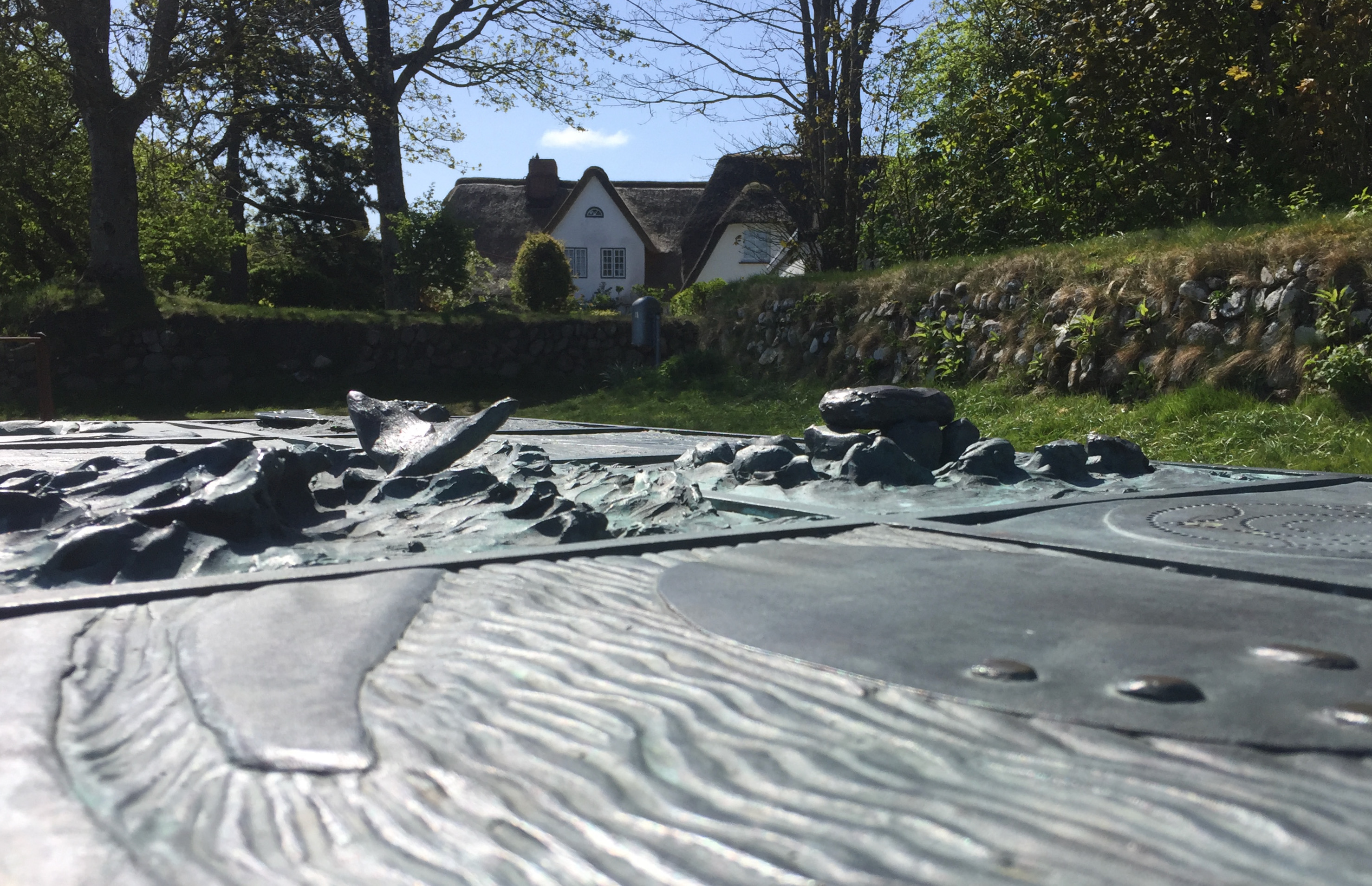
„Tisch am Kliff“ (Detail)